# Monica Bonvicini
Monica Bonvicini (née en 1965 à Venise) est une artiste et sculpteur italienne.

## Biographie
Monica Bonvicini étudie à l'université des arts à Berlin, et après 1995 au Californie Institute of Arts en Valencia en Californie. Elle est aujourd'hui, avec Maurizio Cattelan et Giulio Paolini, l'une des artistes les plus connues[réf. nécessaire] en Italie dans le domaine de la sculpture.
Elle enseigne actuellement à l'Académie des Beaux-Arts de Vienne.
En 2012, Monica Bonvicini conçoit la sculpture « Run », installée au parc olympique pour les Jeux olympiques à Londres.

## Expositions
- 1994 : Kunst-Werke Berlin, Berlin, Les coins de la vie ou une architecture Perpektivische de la vérité
- 1998 : Künstlerhaus Stuttgart, Stuttgart; Destroy She Said
- 1999 : Melbourne Biennale internationale de 1999
- 1999 : Biennale di Venezia
- 2002 : Aarhus Kunstmuseum, Danemark
- 2002 : Le Nouveau Musée, New York City
- 2002: Musée d'Art Moderne, Oxford
- 2003/2004 : la Sécession viennoise avec Sam Durant, Vienne
- 2004 : Musée Abteiberg, Mönchengladbach
- 2005 : Hamburger Bahnhof, Berlin
- 2005 : Space Art Innsbruck, Innsbruck
- 2005 : Biennale di Venezia
- 2006 : Biennale de Sao Paulo, São Paulo, Brésil
- 2007 : Sculpture Center, longue Islande Ville, État de New York
- 2009 : Galerie Municipale Lenbachhaus, Munich, Monica Bonvicini . Plus tard: Kunsthaus de Bâle, Musée d'Art Contemporain, Bâle
- 2009 : Museion, Bolzano ; Ce marteau Means Business
- 2010 : Biennale internationale d'art Lumière, la Ruhr
- 2010 : Fridericianum, Kassel ; aux deux extrémités [1]
- 2011 : Biennale di Venezia, Illuminations, mixed-media sculpture de 15 étapes à la Vierge

## Prix et récompenses
- 1999 : Lion d'Or de la Biennale de Venise
- 2005 : National Gallery Prix Jeune Art, Berlin